# Bahía Lomas
La bahía Lomas es un humedal marino costero ubicado en el sector chileno de la isla Grande de Tierra del Fuego, en la comuna Primavera de la provincia de Tierra del Fuego, en el estrecho de Magallanes, canal interoceánico del océano Pacífico.
En 2004 fue designada sitio Ramsar como humedal de importancia internacional. La designación es la primera medida legal de protección para este sitio. En Chile hay nueve humedales en la convención Ramsar a saber, en región de Tarapacá, Salar de Surire; en Antofagasta, Salar de Tara y el Sistema hidrológico de Soncor; en la región de Atacama, el Complejo Lacustre Laguna Negro Francisco y la Laguna Santa Rosa; en Coquimbo, Laguna Conchalí; en Valparaíso, humedal El Yali; en Los Ríos, santuario de la naturaleza Carlos Anwandter y en Magallanes, "Humedal Bahía Lomas". 
En febrero de 2009 la bahía fue designada como «sitio hemisférico» en la red hemisférica de reservas para aves playeras.

## Características
Tiene una superficie de 58 946 ha y una longitud de 69 km. Recibe el aporte de agua dulce principalmente del río Side. En la zona circundante existen sitios arqueológicos que demuestran que fue parte del territorio de los aborígenes Selknam, quienes se aprovisionaban de grasa y carne de los ejemplares de cetáceos varados en la bahía y de la caza de lobos marinos.

## Biodiversidad
Es el área de invernada más importante en Sudamérica para la subespecie de playeros árticos Calidris canutus rufa. También es área de invernada para el zarapito de pico recto, el playero de lomo blanco y el chorlo de doble collar. Se encuentran en la zona las especies casi amenazadas chorlo de Magallanes y el flamenco chileno. Además es sitio de varamiento de cetáceos como ballena piloto de aleta larga y orca negra o falsa orca. Los varamientos están asociados al rápido descenso de la marea.

## Centros de investigación
- Centro  de Investigación de Humedales Marinos Bahía Lomas: Centro para la investigación educación y desarrollo social  de la  Universidad Santo Tomás, fundado el 2012.[3][4]